# Arquebisbat de Tegucigalpa
L'arquebisbat de Tegucigalpa (castellà: Arquidiócesis de Tegucigalpa; llati: Archidioecesis Tegucigalpensis) és una seu metropolitana de l'Església Catòlica hondurenya. El 2014 tenia 1.684.000 batejats sobre un total d'1.955.000 habitants. Actualment està regida per l'arquebisbe cardenal Óscar Andrés Rodríguez Maradiaga, S.D.B.. Anteriorment el seu nom era diòcesi de Comayagua.

## Territori
L'arxidiòcesi comprèn el districte central i els departaments de Francisco Morazán i El Paraíso, amb una extensió de 23.106 km².
La seu arxiepiscopal és la ciutat de Tegucigalpa, on es troba la catedral de Sant Miquel.
El territori està dividit en 58 parròquies.
La província eclesiàstica de Tegucigalpa comprèn les següents diòcesis sufragànies:
- Bisbat de Choluteca
- Bisbat de Comayagua
- Bisbat de Danlí
- Bisbat de Gracias
- Bisbat de Juticalpa
- Bisbat de La Ceiba
- Bisbat de Sant Pere Sula
- Bisbat de Santa Rosa de Copán
- Bisbat de Trujillo,
- Bisbat de Yoro

## Història
La primera diòcesi d'Hondures va ser erigida el 1527 pel Papa Climent VII, tot i que no tenia una seu fixa. Originàriament era sufragània de l'arquebisbat de Sevilla, i cobria tot el territori de l'actual Hondures.
La primera seu episcopal va ser a la ciutat de Trujillo el 6 de setembre de 1531, i la diòcesi assumí el nom de diòcesi de Trujillo, sent sufragània de l'arxidiòcesi de Santo Domingo. Posteriorment, a causa dels constants atacs dels corsaris i pirates, el bisbe Jerónimo de Corella traslladà al 1561 la seu a la ciutat de Comayagua; i la diòcesi assumí el nou nom de diòcesi de Comayagua.
El 16 de desembre de 1743, mitjançant la butlla Ad supremum catholicae del Papa Benet XIV, passà a formar part de la província eclesiàstica de l'arquebisbat de Guatemala.
Al segle xix el govern hondureny decidí nomenar la ciutat de Tegucigalpa com a capital de la república, i per aquest motiu, el 2 de febrer de 1916 es reorganitzà el territori: la diòcesi cedí territori per tal que s'erigís el vicariat apostòlic de San Pedro Sula (avui diòcesi) i el ; sent paral·lelament elevada a arxidiòcesi metropolitana la seu de Tegucigalpa, assumint el seu nom actual.
El 6 de març de 1949, el 13 de març de 1963, el 8 de setembre de 1964 i el 19 de setembre de 2005 cedí noves porcions de territori per tal que s'erigissin, respectivament, la prelatura territorial de la Immaculada Concepció de Maria Verge d'Olancho (avui bisbat de Juticalpa), del bisbat de Comayagua, de la prelatura territorial de Choluteca (avui diòcesi) i del bisbat de Yoro.

## Cronologia episcopal
- Alfonso de Talavera, O.S.H. † (6 de setembre de 1531 - 1540 renuncià)
- Cristóbal de Pedraza † (13 de setembre de 1539 - 1553 mort)
- Jerónimo de Covella (Corella), O.S.H. † (12 de juny de 1556 - 31 de juliol de 1575 mort)
- Alfonso de la Cerda, O.P. † (13 de gener de 1578 - 6 de novembre de 1587 nomenat arquebisbe de La Plata o Charcas)
- Gaspar de Andrada (Anorada), O.F.M. † (16 de novembre de 1587 - 1612 mort)
- Alfonso del Galdo, O.P. † (22 d'octubre de 1612 - 1629 mort)
- Luis de Cañizares, O.M. † (1629 - 24 de juliol de 1645 mort)
- Juan Merlo de la Fuente † (30 de maig de 1650 - 1665 renuncià)
- Martín de Espinosa Monzon † (12 de setembre de 1672 - 1676 mort)
- Alonso Vargas y Barca, O.S.A. † (22 de novembre de 1677 - 1697 mort)
- Pedro de los Reyes Ríos de la Madrid, O.S.B. † (11 d'abril de 1699 - 11 de març de 1700 nomenat bisbe de Yucatán)
- Juan Pérez Carpintero, O.Praem. † (3 de gener de 1701 - 12 de maig de 1724 mort)
- Antonio Guadalupe López Portillo, O.F.M. † (19 de novembre de 1725 - 6 de gener de 1742 mort)
- Francisco de Molina, O.S.Bas. † (11 de març de 1743 - 1749 mort)
- Diego Rodríguez de Rivas y Velasco † (16 de novembre de 1750 - 29 de març de 1762 nomenat bisbe de Guadalajara)
- Isidro Rodríguez Lorenzo, O.S.Bas. † (17 de desembre de 1764 - 14 de desembre de 1767 nomenat arquebisbe de Santo Domingo)
- Antonio Macarulla Minguilla de Aguilain † (14 de desembre de 1767 - 14 de desembre de 1772 nomenat bisbe de Durango)
- Francisco José Palencia † (15 de març de 1773 - de novembre de 1775 mort)
- Francisco Antonio de San Miguel Iglesia Cajiga, O.S.H. † (17 de febrer de 1777 - 15 de desembre de 1783 nomenat bisbe de Michoacán)
- José Antonio de Isabela † (27 de juny de 1785 - de desembre de 1785 mort)
- Fernando Cardiñanos, O.F.M. † (10 de març de 1788 - de juliol de 1794 mort)
- Vicente Navas, O.P. † (1 de juny de 1795 - 1809 mort)
- Francisco de Paula Campo y Pérez † (25 de gener de 1844 - 1853 mort)
- Juan Félix de Jesús Zepeda, O.F.M. † (22 de juliol de 1861 - 20 d'abril de 1885 mort)
- Manuel Francisco Vélez † (23 de maig de 1887 - 26 de març de 1901 mort)
- Jaime-María Martínez y Cabanas † (30 de gener de 1902 - 11 d'agost de 1921 mort)
- Agustín Hombach, C.M. † (3 de febrer de 1923 - 17 d'octubre de 1933 mort)
- José de la Cruz Turcios y Barahona, S.D.B. † (8 de desembre de 1947 - 18 de maig de 1962 jubilat)
- Héctor Enrique Santos Hernández, S.D.B. † (18 de maig de 1962 - 8 de gener de 1993 jubilat)
- Óscar Andrés Rodríguez Maradiaga, S.D.B. des del 8 de gener de 1993

## Estadístiques
A finals del 2014, l'arxidiòcesi tenia 1.684.000 batejats sobre una població d'1.955.000 persones, equivalent al 86,1% del total.
| any  | població  | població  | població | sacerdots | sacerdots       | sacerdots       | sacerdots             | diàques | religiosos | religiosos | parroquies |
| ---- | --------- | --------- | -------- | --------- | --------------- | --------------- | --------------------- | ------- | ---------- | ---------- | ---------- |
| any  | batejats  | total     | %        | total     | clergat secular | clergat regular | batejats por sacerdot | diàques | homes      | dones      |            |
| 1950 | 821.076   | 846.468   | 97,0     | 76        | 34              | 42              | 10.803                |         | 44         | 97         | 41         |
| 1966 | 497.165   | 547.213   | 90,9     | 79        | 22              | 57              | 6.293                 |         |            | 21         | 28         |
| 1970 | 789.000   | 850.315   | 92,8     | 84        | 17              | 67              | 9.392                 |         | 67         | 142        | 39         |
| 1976 | 1.020.000 | 1.122.000 | 90,9     | 82        | 36              | 46              | 12.439                |         | 49         | 175        | 33         |
| 1980 | 1.916.949 | 1.946.141 | 98,5     | 76        | 17              | 59              | 25.223                |         | 71         | 146        | 41         |
| 1990 | 1.255.618 | 1.364.803 | 92,0     | 89        | 25              | 64              | 14.108                | 1       | 69         | 64         | 36         |
| 1999 | 1.516.661 | 1.849.796 | 82,0     | 138       | 53              | 85              | 10.990                | 1       | 96         | 206        | 45         |
| 2000 | 1.519.352 | 1.858.702 | 81,7     | 151       | 55              | 96              | 10.061                | 1       | 109        | 210        | 50         |
| 2001 | 1.621.000 | 1.971.481 | 82,2     | 149       | 58              | 91              | 10.879                | 1       | 104        | 246        | 55         |
| 2002 | 1.638.000 | 1.992.481 | 82,2     | 149       | 58              | 91              | 10.993                | 1       | 104        | 246        | 55         |
| 2003 | 1.596.947 | 1.996.184 | 80,0     | 151       | 58              | 93              | 10.575                | 1       | 101        | 255        | 48         |
| 2004 | 1.601.637 | 2.135.516 | 75,0     | 165       | 67              | 98              | 9.706                 | 1       | 116        | 387        | 48         |
| 2010 | 1.550.000 | 1.801.000 | 86,1     | 135       | 72              | 63              | 11.481                | 4       | 68         | 305        | 56         |
| 2014 | 1.684.000 | 1.955.000 | 86,1     | 156       | 79              | 77              | 10.794                | 1       | 97         | 320        | 58         |